# Хэтылькы
Хэтылькы (Кэттылькы; устар. Хэтыль-Кы) — река в России, протекает в Красноселькупском районе Ямало-Ненецкого АО. Устье реки находится в 429 км по правому берегу реки Таз. Длина реки составляет 272 км, площадь водосборного бассейна — 2690 км².

## Притоки
- 28 км: река без названия (пр)
- 60 км: Вэркыкэ (лв)
- 76 км: Тоглылькы (пр)
- 80 км: Нярыпорылькы (пр)
- 100 км: Лимпыпитыльтокикэ (лв)
- 131 км: река без названия (лв)
- 160 км: река без названия (пр)
- 165 км: река без названия (пр)
- 167 км: река без названия (пр)
- 188 км: река без названия (пр)
- 220 км: Токолылькы (лв)
- 243 км: Кэнылькикэ (пр)
- 250 км: Извилистая (пр)
- 255 км: Безымянная (пр)
- 260 км: Вершинная (пр)

## Данные водного реестра
По данным государственного водного реестра России относится к Нижнеобскому бассейновому округу, водохозяйственный участок реки — Таз, речной подбассейн реки — подбассейн отсутствует. Речной бассейн реки — Таз.
Код объекта в государственном водном реестре — 15050000112115300068629.